# Bric di Mezzogiorno
Il Bric di Mezzogiorno (2.986 m s.l.m. - detto anche Punta del Beth) è una montagna della Catena Bucie-Grand Queyron-Orsiera nelle Alpi Cozie. Si trova in Piemonte (provincia di Torino).

## Caratteristiche
La montagna è collocata sullo spartiacque tra la Val Troncea e la Valle Germanasca. Si trova a nord del Bric Ghinivert dal quale è separata del colle del Beth, mentre nella direzione opposta lo spartiacque procede verso i monti Ruetas e Morefreddo.

## Geologia
La montagna è costituita da una massa rocciosa di tipo ofiolitico. Non lontano dalla cima si trova un giacimento di pirite cuprifera. 

## Salita alla vetta
Si può salire sulla vetta partendo sia dalla Val Troncea che dalla Valle Germanasca. In tutti e due i casi si sale al colle del Beth (2.785 m). Dal colle si risale la sua cresta sud.

## Punti di appoggio
- Bivacco del Colle del Beth (2785 m[4]),
- rifugio Troncea.